# Neoplan Jumbocruiser
Le Neoplan Jumbocruiser est un modèle d'autocar articulé, à impériale et à plusieurs essieux proposé par l'allemand Neoplan Bus GmbH de 1975 et 1992.
D'une longueur de 18 m, d'une largeur de 2,5 m et de 4 m de hauteur, il figure dans les Guinness World Records en tant que plus grand bus du monde avec une capacité de 170 passagers.

## Historique

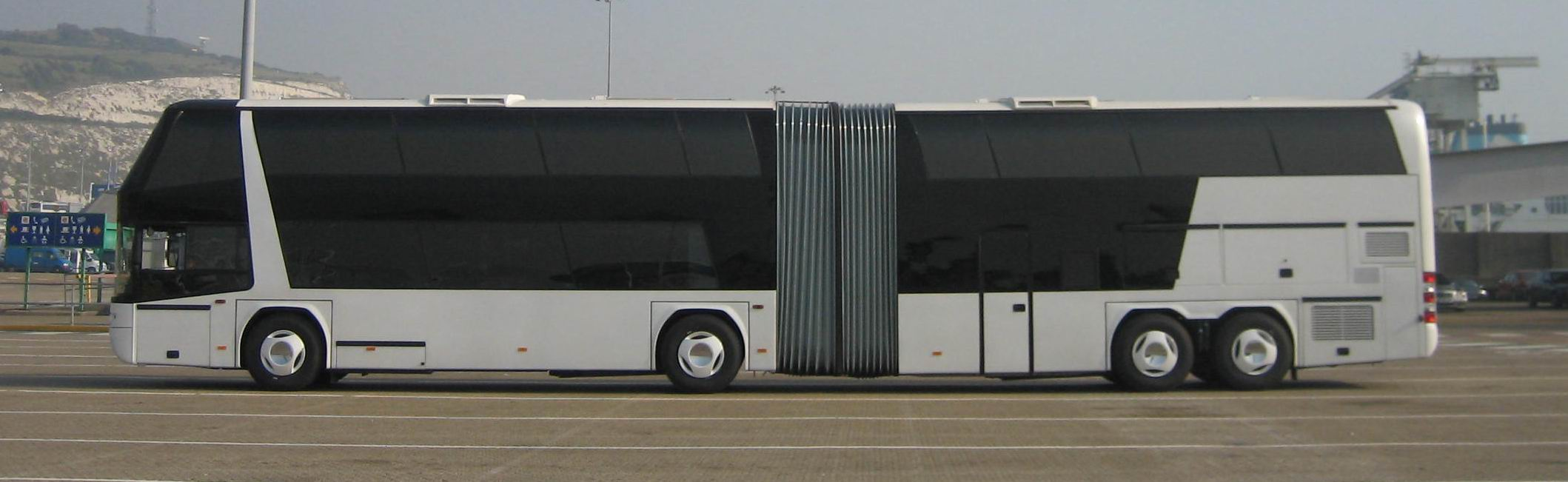
Le dernier modèle du Neoplan Jumbocruiser avait une formule d'essieu différente en raison de son moteur monté à l'arrière.

La production de Jumbocruiser a débuté en 1975, mais n'est jamais entrée à grande échelle.
Le marché du Jumbocruiser s'est évaporé après que certains pays ont modifié leurs réglementations sur les autocars articulés, et aussi après que le maximum légal pour les véhicules rigides a été augmenté à 15 m en Allemagne en 1993, pour permettre l'utilisation de véhicules rigides de grande capacité comme le Neoplan Megaliner N128/4 à impériale et à 4 essieux.
Un Jumbocruiser, avec « des sièges extrêmement confortables » pour 80 passagers, a effectué un trajet de la Belgique à l'Espagne et a parcouru environ 160 000 km. Ce véhicule a été impliqué dans un accident avec tonneau, initialement attribué à une erreur de conception, mais les parties concernées sont convenues qu'il était dû à une erreur du conducteur lors de la manipulation d'une tasse de café.
Ce car accidenté a ensuite été reconstruit par Jumbocruiser Ltd (nom sans lien) de Bristol en Angleterre. Les services de Richard Cœur de Lyon (maintenant appelé Caross Center) près de Mons en Belgique ont été employés pour dépouiller complètement l'autocar et le reconstruire dans un design plus moderne et avec une suspension modifiée. Le véhicule a été testé par la Vehicle and Operator Services Agency (en) du Royaume-Uni en novembre 2006 et en 2007, Jumbocruiser Ltd. a commencé à commercialiser le bus comme un bus-couchette mais l'avait vendu en février 2010.